# Karabašská knížectví
Pět karabašských knížectví, resp. melikátů Chamsy (arménsky Խամսայի մելիքություններ, Khamsayi melikutyunner), bylo v období 17.–18. století pět polonezávislých arménských feudálních států na území dnešního Náhorního Karabachu, tehdy známého pod arabským názvem Chamsa (od slova chamsa nebo chamse znamenající „pět“), v období íránské (perské) nadvlády. Knížectví neboli melikáty vznikly roku 1603 po rozpadu arménského knížectví Chačenu jako protektoráty safíovské říše Íránu. Peršané později sponzorovali sloučení státečků Chamsy se svou provincií Karabachu do jednotného Karabašského chanátu, který vznikl roku 1750. Na počátku 19. století po rusko-perské válce (1826–1828) připadla celá Arménie včetně Karabachu a Chamsy Ruskému impériu, čímž skončila éra íránské (perské) nadvlády nad arménským územím.

## Pět melikátů Chamsy
Knížata v Chamse byli nositeli titulu melik (Մելիք, meliq), který vznikl z arabského slova ملك, malik (král), knížectví jsou proto nazývána melikáty a celkem jich bylo pět: Gulistan, Jraberd, Chačen, Varanda a Dizak.

## Historie
Koncem 18. století se o oblast začalo zajímat imperiální Rusko. Následná rusko-perská válka skončila jasným vítězstvím Rusů. Írán (Persie) se musel zříct řady území na Kavkaze, mj. Dagestánu, Gruzie a většiny dnešního Ázerbájdžánu. Arménie prozatím zůstala perská, nicméně Peršané se s územními ztrátami nesmířili a vyvolali další válku (1826–1828), která pro ně dopadla ještě katastrofálněji. Rusům nyní připadla celá Arménie (smlouvou z Turkmenchaje) včetně Karabašského chanátu s Chamsou a jejími knížectvími, začala tak ruská nadvláda nad arménským územím.